# 春風 SHUN PU
「春風 SHUN PU」（しゅんぷう）是豐崎愛生的第4張單曲。於2011年4月13日由Music Ray'n發售。

## 概要
聲優組合『sphere』活躍的女聲優豐崎愛生以單獨名義發售的第4張單曲，2011年1月29日在中野太陽廣場舉辦的「Music Rainbow 01」活動中豐崎愛生親自發表宣布，於2011年4月13日正式發售。
封面歌曲「春風 SHUN PU」的作曲、作詞是由日本獨立創作歌手辻亞彌乃（つじあやの）擔任，而B面的「KARA-KURI DOLL」詞曲則是由曾負責愛生的首張單曲「love your life」B面「何かが空を飛んでくる」的作曲和作詞工作的谷山浩子來完成，而「KARA-KURI DOLL」一歌也收綠於谷山浩子的個人作品集「夢みる力」中。
分別以兩種形式發售，付有載有音樂影片（MV）DVD的初回限定盤（首發限量版），以及Digipak包裝袋普通版。其中首發限量版除了MV DVD以外還附帶同年6月1日發售的豐崎愛生個人專輯「love your life, love my life」的預售優惠券。除此以外，首發限量版和普通版的唱片封面也有所不同。
2011年4月25日在Oricon公信榜的週排名中進入前10位。

## 收錄曲
CD
1. 春風 SHUN PU [4:11]
作詞・作曲：つじあやの、編曲：關淳二郎
2. KARA－KURI DOLL [4:57]
作詞・作曲：谷山浩子（日语：谷山浩子）、編曲：石井AQ（日语：石井AQ）
3. 春風 SHUN PU（伴奏版）

DVD（僅限首發限量版）
1. 「春風 SHUN PU」（Music Clip）
2. 「春風 SHUN PU」TV spot (15秒+30秒的版本)

## 收綠專輯
| 歌曲名       | 收綠專輯                        | 發售日期     |
| ------------ | ------------------------------- | ------------ |
| 春風 SHUN PU | 『Love your life,love my life』 | 2011年6月1日 |

## 外部連結
- 豐崎愛生 Special website